# 촉산2 항마전
《촉산2 항마전》(중국어: 蜀山降魔傳2)은 2019년에 공개한 중국의 판타지, 무협, 액션 영화로, 주릉봉이 감독을 맡았다.

## 출연
주연
- 성영호
- 조섬섬
- 팽옹사

조연
- 이건인
- 황일산
- 서소강